# Uniwersytet Amerykański w Bejrucie
Uniwersytet Amerykański w Bejrucie (ang. American University of Beirut, arab. ‏الجامعة الأميركية في بيروت‎) – prywatna uczelnia w Libanie.
Uniwersytet został założony w 1866 r. jako Syryjski College Protestancki przez amerykańskich misjonarzy Daniela Blissa i Henry’ego Harrisa Jessupa. Obecną nazwę otrzymał 18 listopada 1920 r., znany jest również pod skrótem AUB. Językiem wykładowym jest angielski.

## Wydziały
- Wydział Rolnictwa i Nauk o Żywności
- Wydział Nauk Humanistycznych
- Wydział Inżynierii i Architektury
- Wydział Nauk o Zdrowiu
- Wydział Medycyny i Szkoła Pielęgniarstwa im. Rafika al-Haririego
- Szkoła Biznesu im. Sulimana S. Olayana